# Shin sekai yori
Shin sekai yori (jap. 新世界より, dosł. „Z nowego świata”) – powieść autorstwa Yūsuke Kishiego, wydana w styczniu 2008 nakładem wydawnictwa Kōdansha. Na jej podstawie powstała manga, wydawana w magazynie „Bessatsu Shōnen Magazine” od maja 2012 do czerwca 2014, oraz serial anime wyprodukowany przez studio A-1 Pictures, który emitowano od października 2012 do marca 2013.

## Bohaterowie

### Główni
- Saki Watanabe (jap. 渡辺 早季 Watanabe Saki)

Seiyū: Risa Taneda (12, 14 i 26 lat), Aya Endō (narratorka, 36 lat) 
- Satoru Asahina (jap. 朝比奈 覚 Asahina Satoru)

Seiyū: Kanako Tōjō (12 lat), Yūki Kaji (14, 26 i 36 lat) 
- Shun Aonuma (jap. 青沼 瞬 Aonuma Shun)

Seiyū: Mai Tōdō (12 lat), Ayumu Murase (14 lat) 
- Maria Akizuki (jap. 秋月 真理亜 Akizuki Maria)

Seiyū: Kana Hanazawa 
- Mamoru Itō (jap. 伊東 守 Itō Mamoru)

Seiyū: Haruka Kudō (12 lat), Motoki Takagi (14 lat) 

### Ludzie
- Tomiko Asahina (jap. 朝比奈 富子 Asahina Tomiko)

Seiyū: Yoshiko Sakakibara 
- Shisei Kaburagi (jap. 鏑木 肆星 Kaburagi Shisei)

Seiyū: Takanori Hoshino 
- Hiromi Torigai (jap. 鳥飼 宏美 Torigai Hiromi)

Seiyū: Yuri Amano 
- Masayo Komatsuzaki (jap. 小松崎 昌代 Komatsuzaki Masayo)

Seiyū: Kaori Yamagata 
- Koufuu Hino (jap. 日野 光風 Hino Kōfū)

Seiyū: Kishō Taniyama 
- Mizuho Watanabe (jap. 渡辺 瑞穂 Watanabe Mizuho)

Seiyū: Miki Itō 
- Takashi Sugiura (jap. 杉浦 敬 Sugiura Takashi)

Seiyū: Hiroki Tōchi 
- Inui (jap. 乾)

Seiyū: Kōsuke Toriumi 
- Mushin (jap. 無瞋)

Seiyū: Tamio Ōki 
- Rijin (jap. 離塵)

Seiyū: Tomokazu Sugita 
- Reiko Amano (jap. 天野 麗子 Amano Reiko)

Seiyū: Yui Horie 

### Szczuroludzie
- Squealer (jap. スクィーラ Sukwīra) / Yakomaru (jap. 野狐丸)

Seiyū: Daisuke Namikawa 
- Kiroumaru (jap. 奇狼丸 Kirōmaru)

Seiyū: Hiroaki Hirata 
- Squnk (jap. スクォンク Sukwonku)

Seiyū: Kanehira Yamamoto 

## Powieść
Powieść autorstwa Yūsuke Kishiego została opublikowana w dwóch tomach, wydanych 23 stycznia 2008 nakładem wydawnictwa Kōdansha. Jej tytuł pochodzi od IX symfonii Antonína Dvořáka „Z Nowego Świata”, której część II pojawia się w fabule kilkakrotnie. 7 sierpnia 2009 została wydana ponownie w pojedynczym tomie pod imprintem Kōdansha Novels. 14 stycznia 2011 ukazało się również wydanie 3-tomowe opublikowane pod imprintem Kodansha Bunko.

## Manga
Na podstawie powieści powstała manga zilustrowana przez Tōru Oikawę, która ukazywała się w magazynie „Bessatsu Shōnen Magazine” wydawnictwa Kōdansha od 9 maja 2012 do 9 czerwca 2014. Całość została zebrana w siedmiu tankōbonach, wydanych między 9 października 2012 a 8 sierpnia 2014 pod imprintem Kōdansha Comics.
| Nr | Data wydania (język japoński) | ISBN (język japoński)  |
| -- | ----------------------------- | ---------------------- |
| 1  | 9 października 2012           | ISBN 978-4-06-384745-1 |
| 2  | 7 grudnia 2012                | ISBN 978-4-06-384778-9 |
| 3  | 9 maja 2013                   | ISBN 978-4-06-384840-3 |
| 4  | 9 września 2013               | ISBN 978-4-06-394924-7 |
| 5  | 9 grudnia 2013                | ISBN 978-4-06-394957-5 |
| 6  | 9 kwietnia 2014               | ISBN 978-4-06-395019-9 |
| 7  | 8 sierpnia 2014               | ISBN 978-4-06-395142-4 |

## Anime
Powieść została zaadaptowana również na telewizyjny serial anime, wyprodukowany przez studio A-1 Pictures, który emitowano w stacji TV Asahi od 3 października 2012 do 27 marca 2013. Anime nie ma motywu otwierającego, ale ma dwa motywy końcowe. Utwór „Wareta ringo” (jap. 割れたリンゴ) autorstwa Risy Tanedy, był używany w odcinkach od 1–16, a następnie został zastąpiony przez „Yuki ni saku hana” (jap. 雪に咲く花) w wykonaniu Kany Hanazawy.

### Lista odcinków
| №  | Tytuł                                         | Premiera             |
| -- | --------------------------------------------- | -------------------- |
| 1  | Wakaba no kisetsu (若葉の季節)                | 3 października 2012  |
| 2  | Kieyuku kora (消えゆく子ら)                   | 10 października 2012 |
| 3  | Minoshiro Modoki (ミノシロモドキ)             | 17 października 2012 |
| 4  | Chinurareta rekishi (血塗られた歴史)          | 24 października 2012 |
| 5  | Tōbō no nettaiya (逃亡の熱帯夜)               | 31 października 2012 |
| 6  | Tōhikō (逃避行)                               | 7 listopada 2012     |
| 7  | Natsuyami (夏闇)                              | 14 listopada 2012    |
| 8  | Yochō (予兆)                                  | 21 listopada 2012    |
| 9  | Kaze tachinu (風立ちぬ)                       | 28 listopada 2012    |
| 10 | Yami yori mo (闇よりも)                       | 5 grudnia 2012       |
| 11 | Fuyu no enrai (冬の遠雷)                      | 12 grudnia 2012      |
| 12 | Yowai kan (弱い環)                            | 19 grudnia 2012      |
| 13 | Saikai (再会)                                 | 26 grudnia 2012      |
| 14 | Sekka (雪華)                                  | 8 stycznia 2013      |
| 15 | Zanzō (残像)                                  | 16 stycznia 2013     |
| 16 | Aisuru Saki e (愛する早季へ)                  | 23 stycznia 2013     |
| 17 | Hametsu no ashioto (破滅の足音)               | 30 stycznia 2013     |
| 18 | Akai hana (紅い花)                            | 6 lutego 2013        |
| 19 | Kurayami (暗闇)                               | 13 lutego 2013       |
| 20 | Tsumetai hidamari (冷たい日だまり)            | 20 lutego 2013       |
| 21 | Gōka (劫火)                                   | 27 lutego 2013       |
| 22 | Tōkyō (東京)                                  | 6 marca 2013         |
| 23 | Shōnen no kao (少年の顔)                      | 13 marca 2013        |
| 24 | Yami ni moeshi kagaribi wa (闇に燃えし篝火は) | 20 marca 2013        |
| 25 | Shin sekai yori (新世界より)                  | 27 marca 2013        |